# Кіпун
Кіпу́н (рос. Кипун) — присілок у складі Шарканському районі Удмуртії, Росія.

## Населення
Населення — 494 особи (2010; 512 у 2002).
Національний склад станом на 2002:
- удмурти — 80 %

## Урбаноніми[3]
- вулиці — 60 років СРСР, Зимова, Козакова, Липова, Молодіжна